# Sepia simoniana
Sepia simoniana är en bläckfiskart som beskrevs av Thiele 1920. Sepia simoniana ingår i släktet Sepia och familjen Sepiidae. IUCN kategoriserar arten globalt som otillräckligt studerad. Inga underarter finns listade i Catalogue of Life.